# Пономарёв, Валерий Андреевич
Валерий Андреевич Пономарёв (род. 17 августа 1959, п. Тихое, Курильский район, Сахалинская область) — российский предприниматель и политик, сенатор Российской Федерации (с 2011), член Комитета Совета Федерации по экономической политике. Миллиардер.
Из-за вторжения России на Украину находится под персональными санкциями всего ЕС, Великобритании, США, Канады, Швейцарии и прочих стран.

## Биография

### Ранние годы
В 1983 году окончил Новосибирский институт советской кооперативной торговли. По сведениям журнала «Forbes», работал товароведом, затем сделал комсомольскую карьеру, завершив её в должности заведующего отделом пропаганды Камчатского обкома ВЛКСМ.
В 1992 году окончил Всероссийскую академию внешней торговли в Москве по специальности «международные экономические отношения». Получил учёную степень кандидата экономических наук.

### Деловая карьера
С 1991 по 2011 год являлся генеральным директором компании «Знак», занимавшейся изготовлением регистрационных знаков для автомобилей.
С бизнесом по изготовлению автомобильных номеров познакомился на втором курсе Академии внешней торговли, куда поступил в 1989 году — овладев к тому времени в достаточной степени английским и немецким языками, отправился в Германию и проходил стажировку в Нижней Саксонии, в семейной фирме J.H. Tonnjes. По возвращении на родину учредил фирму «Знак», стартовый капитал и оборудование для которой предоставили немецкие партнёры, получившие взамен контрольный пакет акций (к 2007 году из 15 фирм, занятых этим производством в России в начале 90-х, сохранились шесть). Впоследствии Пономарёв открыл фирму «Флексознак», выпускающую рекламные наклейки и этикетки, и «АТ-Дизайн», занятую производством краски для шелкографии и флексопечати. В 1996 году стал соучредителем рыболовного ООО «Поллукс» с одним судном «Генерал Пушкин», купленным на средства Пономарёва. К 2002 году компания расширилась, а также приобрела «Океанрыбфлот», группу собственников которого возглавлял последний советский директор с 1970-х годов Валерий Топчий, не сумевший приспособиться к новым условиям распределения рыболовных квот на открытых аукционах. С середины 1990-х Пономарёв владеет 12 % акций Интерпромбанка, в начале 2000-х создал сеть пунктов техосмотра в Москве. В 2007 году на Третьем транспортном кольце Москвы открыл новый офисно-производственный комплекс «Знака», располагающий также типографией, которая занялась изготовлением бланков удостоверений, актов и свидетельств для МВД, Министерства обороны, МЧС, Минэкономразвития, а также получила лицензию Министерства финансов на печать денежных знаков для иностранных государств.

### Политическая карьера
Депутат Заксобрания Камчатского края с декабря 2007 по 28 апреля 2011 и с 12 по 19 декабря 2011 года.
Член Совета Федерации Федерального Собрания Российской Федерации от Заксобрания Камчатской области с 19 декабря 2011 года.
25 января 2012 года введён в состав Комитета Совета Федерации по международным отношениям.
13 января 2015 года Алексей Навальный опубликовал на своём сайте статью, в которой утверждал, что роскошное поместье в Испании, приписанное западной прессой В. В. Путину, в действительности оформлено на фирму Xareni Development, которой, согласно испанским регистрационным документам, управляет Зоя Пономарёва. Учитывая, что на посту гендиректора другой фирмы — винодельческой компании VINO PINO SL — Пономарёва в 2013 году сменила Валерия Пономарёва, Навальный предположил, что она является дочерью сенатора от Камчатского края В. А. Пономарёва.
Пономарёв подал официальную декларацию о доходах за 2015 год в объёме 1,4 млрд рублей, став самым богатым российским парламентарием (в 2014 году его официальный доход составил 362,6 млн рублей).
11 октября 2016 года фракция Единой России Законодательного собрания Камчатского края повторно решила поддержать кандидатуру В. А. Пономарёва на должность члена Совета Федерации. 12 октября 2016 года его полномочия были продлены в заседании Заксобрания.
1 декабря 2016 года В. А. Пономарёв, будучи руководителем группы по сотрудничеству Совета Федерации с Бундесратом ФРГ, провёл встречу со своим коллегой, председателем группы дружбы Бундесрата Станиславом Тиллихом, по итогам которой заявил, что межпарламентские контакты между Россией и Германией, прерванные в 2014 году с введением санкций в связи с украинскими событиями, могут быть восстановлены в 2017 году.
На 2020 год — самый богатый член Совета Федерации. Его доход составил 4,2 млрд рублей. За 2016 год доход составил 2,66 млрд руб. Занимает 4-ю позицию в рейтинге Forbes—2020 богатейших госслужащих и депутатов России.
13 октября 2021 года голосами 23 из 27 присутствовавших на первом заседании депутатов нового созыва областного Заксобрания переизбран сенатором Российской Федерации.

## Международные санкции
Из-за поддержки российской агрессии и нарушения территориальной целостности Украины во время российско-украинской войны находится под персональными международными санкциями разных стран.
24 марта 2022 года, на фоне вторжения России на Украину, внесён в санкционный список Канады «соратников режима» за «содействие в нарушения суверенитета и территориальной целостности Украины»
С 1 сентября 2022 года находится под санкциями всех стран Европейского союза так как он голосовал за ратификацию договоров о дружбе с самопровозглашёнными ЛНР и ДНР.
30 сентября 2022 года внесён санкционный список Соединенных Штатов Америки «за аннексию Путиным регионов Украины» и одобрения закона о фейках. Государственный департамент отмечает что сенаторы  «проголосовали за одобрение просьбы Путина о вводе войск в Украину, что послужило неоправданным предлогом для полномасштабного вторжения России в Украину».
С 4 мая 2022 года находится под санкциями Великобритании. С 9 сентября 2022 года находится под санкциями Швейцарии. Указом президента Украины Владимира Зеленского от 7 сентября 2022 находится под санкциями Украины. С 3 мая 2022 года находится под санкциями Новой Зеландии. С 24 февраля 2024 года под санкциями Австралии.

## Награды
- Орден Дружбы (20 июля 2020) — за большой вклад в развитие парламентаризма, активную законотворческую деятельность и многолетнюю добросовестную работу[23].
- Медаль ордена «За заслуги перед Отечеством» II степени (2015)[24].